# Иисусова молитва

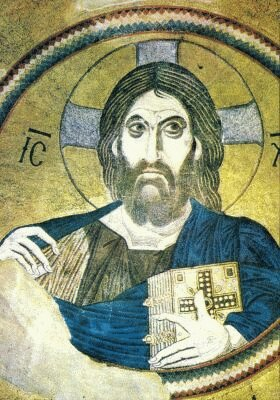
Иисус Христос Пантократор на мозаике, XI век

Иису́сова моли́тва в православии и греко-католицизме — молитва-обращение к Иисусу Христу, с исповедованием веры в него как в Сына Божьего и истинного Бога, с прошением о помиловании (прощении грехов), о помощи в испытаниях и о помощи в борьбе с искушениями.
Иисусова молитва впервые появляется в поучениях Святого Антония Великого, а не у Макария, а так как Макарий был учеником Антония, то от него он, наверное, и научился этой молитве. Антоний Великий удалился в пустыню в возрасте 15 лет, примерно в 265 году, и, возможно, он уже знал эту молитву, о которой написано в его монашеском уставе. Можно так же предположить, что он не сам её сочинил, а у кого-то заимствовал и эта молитва очень древнего происхождения.

## История
Согласно Евангелию от Марка, Иисус Христос сказал об уверовавших в него:

Именем Моим будут изгонять бесов; будут говорить новыми языками; будут брать змей; и если что смертоносное выпьют, не повредит им; возложат руки на больных, и они будут здоровы.
— Мк. 16:17—18
Современный текст молитвы был впервые записан Григорием Синаитом на Крите. Появление Иисусовой молитвы относят к апофегмам Макария Египетского (ок. 300 — ок. 390). Традиция древнерусской литературы связывает Иисусову молитву с толкованием Иоанна Златоуста на «Первое послание к Коринфянам» апостола Павла, но в трудах Златоуста толкование этого места совсем другое.
Варлаам Калабрийский, впоследствии сам перешедший в католицизм, в трактате «Против мессалиан» обвинял Григория Паламу, который защищал, по мнению Варлаама, существенное искажение одобренной Иисусом Христом молитвы мытаря — замену слова «Боже» на «Сыне Божий», — что якобы противоречит существующей в Православии «монархии» Бога Отца и православному учению о Пресвятой Троице. При этом в своей полемике Варлаам игнорировал учение святителя Василия Великого о равном славословии Богу Отцу и Богу Сыну несмотря на «монархию» Бога Отца, перевод имени «Иисус»: «Бог Отец — это Спасение», обязательное упоминание Иисуса именно как Сына Бога или в краткой форме молитвы как Мессии (по-гречески Мессия — Христос) и безукоризненность совсем краткой формы «Господи, помилуй».
В России Иисусову молитву особо защищали и проповедовали Нил Сорский, Иосиф Волоцкий, Паисий Величковский, Феофан Затворник, Иоанн Кронштадтский и сторонники имяславия.
Хорошо известны в России и за её пределами «Откровенные рассказы странника духовному своему отцу», написанные анонимным автором во второй половине XIX века. В этом сочинении говорится об опыте обучения Иисусовой молитве и о способе овладения молитвой, описанном святым Симеоном Новым Богословом в Добротолюбии: «Сядь безмолвно и уединенно, преклони главу, закрой глаза; потише дыши, воображением смотри внутрь сердца, своди ум, то есть мысль из головы в сердце. При дышании говори: „Господи Иисусе Христе, помилуй мя“, тихо устами, или одним умом. Старайся отгонять помыслы, имей спокойное терпение, и чаще повторяй сие занятие». Отражающий точку зрения католического монашества опыт самого Странника резко критикует в своей статье «Сравнение практики молитвы Иисусовой по трудам святителя Игнатия (Брянчанинова) и „Откровенным рассказам Странника“» профессор Алексей Осипов. Он оценивает этот опыт, в соответствии с рекомендациями святителя Игнатия Брянчанинова, как медитацию, мантру, пограничное психическое состояние и прелесть. Архимандрит Рафаил Карелин, наоборот, доказывает, что эта точка зрения Осипова является ошибочной: «Вырванные из контекста цитаты без учета того, для кого писал святитель Игнатий (Брянчанинов), и без сопоставления их с общим учением святителя Игнатия о молитве, занимающим значительное место в его творениях, доказывают только непонимание или верхоглядство и поверхностное отношение многих ученых современников к вопросам христианской мистики и аскетики».

## Варианты молитвы
Мужчина келейно (наедине):
Гдⷭ҇и, і҆и҃се хрⷭ҇тѐ, сн҃е бж҃їй, поми́лꙋй мѧ̀ грѣ́шнаго.

Го́споди, Иису́се Христе́, Сы́не Бо́жий, поми́луй мя́ гре́шнаго.
Женщина келейно (наедине):
Гдⷭ҇и, і҆и҃се хрⷭ҇тѐ, сн҃е бж҃їй, поми́лꙋй мѧ̀ грѣ́шнꙋю.

Го́споди, Иису́се Христе́, Сы́не Бо́жий, поми́луй мя́ гре́шную.
Вдвоём:
Гдⷭ҇и, і҆и҃се хрⷭ҇тѐ, сн҃е бж҃їй, поми́лꙋй ны̀.

Го́споди, Иису́се Христе́, Сы́не Бо́жий, поми́луй ны́.
Соборно (втроём и более):
Гдⷭ҇и, і҆и҃се хрⷭ҇тѐ, сн҃е бж҃їй, поми́лꙋй на́съ.

Го́споди, Иису́се Христе́, Сы́не Бо́жий, поми́луй на́с.
Прежний вариант по отличной от канонической форме, установленной Большим Московским собором:
Гдⷭ҇и, і҆и҃се хрⷭ҇тѐ, бж҃е на́шъ, поми́лꙋй на́съ.

Го́споди, Иису́се Христе́, Бо́же наш, поми́луй нас.
Слово «грешнаго» («грешную») было добавлено к канонической форме молитвы, изученной и записанной на острове Крит преподобным Григорием Синаитом позднее.
В краткой форме молитва выглядит так:
Го́споди, Иису́се Христе́, Сы́не Бо́жий, / поми́луй нас.
Именно так эта молитва поётся паломниками во время продолжительных крестных ходов. Есть и такой образ этой молитвы:
Го́споди, Иису́се Христе́, Бо́же наш, поми́луй нас.
Более кратко:
Го́споди, Иису́се Христе́, поми́луй мене́ (мя).
или
Го́споди, Иису́се Христе́, поми́луй нас.
Ещё более краткий вариант Иисусовой молитвы считает возможным использовать протоиерей Артемий (Владимиров) (см., например, фильм-лекцию «О молитве»): «И даже если ты в уме произносишь слова: „Иисусе Христе, помилуй мя“ — это будет прекрасно…».
Святитель Игнатий Брянчанинов упоминает о существовавшей ранее краткой «евангельской» форме молитвы, которую в его время монашествующие иногда в течение дня чередовали с вышеприведённой канонической краткой формой. Но именно приведённая ниже форма до сих пор сохранилась в Акафисте Иисусу, чтение которого святитель Игнатий Брянчанинов считал приготовлением к непрестанному творению молитвы Иисусовой, предназначенному только для уже преуспевших подвижников.
Го́споди, Сы́не Бо́жий, поми́луй мене́ (мя).
Совсем кратко:
Го́споди, поми́луй.
В православной традиции эта молитва может «мысленно» читаться перед входом в храм. Она может использоваться христианином и как универсальное обращение к Богу за помощью при опасности, в трудные моменты жизни, при искушении.
В начальных молитвах молитв утренних молитвослов предлагает такую форму Иисусовой молитвы:
Го́споди Иису́се Христе́, Сы́не Божий, моли́тв ра́ди Пречи́стыя Твоея́ Ма́тере и всех святы́х, поми́луй нас. Ами́нь.
При совершении богослужений мирянским чином возгласы священника заменяются произнесением мирянином Иисусовой молитвы в следующем виде:
Моли́твами святы́х оте́ц на́ших Го́споди Иису́се Христе́ Бо́же наш, поми́луй нас.
В католической традиции совсем краткой формой Иисусовой молитвы считается также обращение «Иисус».
Дополненная и лучше соответствующая традициям католиков западных обрядов и в то же время не противоречащая учению православных церквей предначинательная молитва выглядит так:
Го́споди, Иису́се Христе́, Сы́не и Сло́ве Бо́жий, моли́тв ра́ди Пречи́стой Твое́й Ма́тери и Всех Святы́х, поми́луй меня́ гре́шнаго (гре́шную).
или
Го́споди, Иису́се Христе́, Сы́не Бо́жий, моли́твами Пречи́стыя Твоея́ Ма́тери и Всех Святы́х, поми́луй нас. Ами́нь.

## Прообраз Иисусовой молитвы в Евангелии
Прообраз Иисусовой молитвы мы находим в Евангелии. Как повествует евангелист Марк, когда Иисус Христос выходил из Иерихона, у дороги сидел слепой, известный нам как Вартимей, что означает «сын Тимея»:

Услышав, что это Иисус Назорей, он начал кричать и говорить: «Иисус, Сын Давидов! помилуй меня».
— Мк. 10:47
Перекликается она также с молитвой хананеянки, которая кричала Иисусу:

Помилуй меня, Господи, Сын Давидов, дочь моя жестоко беснуется.
— Мф. 15:22
Подобно им и мытарь из евангельской притчи просил о помиловании, хотя в своей молитве он обращался к Богу Отцу:

Мытарь же, стоя вдали, не смел даже поднять глаз на небо; но, ударяя себя в грудь, говорил: Боже! будь милостив ко мне грешнику!
— Лк. 18:13
Творящий молитву Иисусову просит Бога простить его, помиловать, отпустить его грехи и (косвенно) дать возможность спастись в Царствии Небесном.

## Большой Московский собор и Иисусова молитва
В 1666—1667 годах был созван Большой Московский собор для суда над патриархом Никоном. Одним из деяний собора было также утверждение новых обрядов и анафематствование сторонников старых обрядов за неподчинение Церкви. В соборном толковании сказано, что всем необходимо читать «древнюю молитву» в церквах и в домах в варианте, более близком к одобренной Иисусом Христом молитве мытаря, то есть, как в Грузинской православной церкви:
Го́споди, Иису́се Христе́, Бо́же наш, поми́луй нас, ами́нь.
Другой вариант был признан ущербным:
Го́споди, Иису́се Христе́, Сы́не Бо́жий, поми́луй нас, ами́нь
В первом варианте Христос — это Бог, а во втором варианте Христос — это только Сын Божий. Значит, кто использовал второй вариант, а первый не использовал, тот якобы верил, как еретик Арий — аргумент, в своё время использованный Варлаамом в полемике с Григорием Паламой и противоречащий использованию предначинательной молитвы и Акафиста Иисусу в обряде Русской православной церкви и текстам Иисусовой молитвы Константинопольского патриархата.
Все противники вышеназванного толкования, по мнению Большого Московского собора, будут противиться Богу, станут подобными еретикам и поэтому наследуют анафему и проклятие Вселенских соборов, а во второе пришествие будут осуждены Иисусом Христом. Но впоследствии единоверцам были разрешены исходные варианты молитвы, и только они, а не вариант Большого Московского собора, используются единоверцами, и тем самым обвинение в арианстве было снято. Большой Московский собор только признал впредь ничтожными решения Стоглавого собора, установившего старый обряд, и анафематствовал не старый обряд, включая канонические тексты Иисусовой молитвы, и даже не Стоглавый собор, а тех, кто будет противиться Церкви, в частности, не выполняя установленное Большим Московским собором. Предположение об анафематствовании Собором самих старых обрядов, тем более, Иисусовой молитвы, а не их упорствующих сторонников после Большого Московского собора, не только не основано ни на каких источниках самого собора, но абсурдно, так как в этом случае Собор признал бы свою Церковь лишённой апостольского преемства.
Митрополит Платон (Левшин) от лица всей Церкви писал: «если вера о Св. Троице есть непорочна, то какими бы пальцами её ни изображать, нет беды спасению, что как бы ни ходить — по солнцу или против солнца, в том великой силы не находим… Хорошо ходить по солнцу, только бы быть в соединении с Церковью». Поэтому нет надобности заменять молитву Иисусову молитвой мытаря.
В настоящее время всей Русской православной церковью, не только единоверцами, приняты канонические тексты Иисусовой молитвы (с добавлением «грешного/грешную»), чтобы не было различий с другими православными церквами.

## Другие названия Иисусовой молитвы
Молитва Иисусова имеет основополагающее значение в аскетической практике исихазма — хранения ума и сердца, сначала от греховных помыслов и ощущений, а по мере преуспевания — от рассеяния помыслов, и приводит к стоянию ума (единение ума в самом себе в умно́м предстоянии Богу) на степени созерцания Фаворского света, что называется встречей с непознаваемым Богом и плодом моления. По преимуществу за мысленной формой Иисусовой молитвы закреплено название «у́много делания». Молитва Иисусова также называется «умно-сердечным деланием» (поскольку требует объединения ума и сердца в призывании имени Иисуса Христа), «деланием сердца», «умно́й молитвой», «тайной молитвой», «священной молитвой», «сердечной молитвой», «затвором ума и сердца», «трезвением», «хранением ума».

## Полезность Иисусовой молитвы христианину
Согласно святым Отцам, Богу в человеке должны быть подчинены основные части души — ум и сердце. При их подчинении Богу вся душа и тело (как вместилище души) превращаются в обитель Святого Духа. Подчинение Богу ума, через непрерывное памятование о нём посредством моления Иисусовой молитвой, а через ум и сердечных устремлений к Богу — залог соединения с Богом, условие непрестанного пребывания в человеке Божественной благодати, обновляющей человеческое естество. Такое подчинение требует непрестанного упражнения, чтобы ум и сердце были «всецело устремлены к Богу», «приняли и усвоили себе Евангелие», служили «выражением Евангелия всеми поступками, всеми движениями, тайными и явными» (святитель Игнатий Брянчанинов).
Если же не дать уму и сердцу такого богоугодного упражнения, то душа человека «будет непрестанно упражняться в тех мыслях и чувствованиях, которые родятся в ней самой, иначе говоря, она будет развивать своё падение, развивать в себе ложь и зло, которыми она заражена» (св. Игнатий Брянчанинов). Таким богоугодным упражнением и является непрестанная молитва Иисусова. Она — «легчайшее средство восхождения к непрерывности в молитве», «простое и вместе вседейственное средство к утверждению духа во всех духовных деланиях, равно как и во всей духовной подвижнической жизни», она «просвещает, укрепляет, оживляет, всех врагов, видимых и невидимых, побеждает, и к Богу возводит» (святитель Феофан Затворник).

## Практика Иисусовой молитвы
Иисусова молитва является неотъемлемой частью монашеского жития. При обряде пострижения в монахи принявшему постриг обычно вручаются лестовка или чётки — «меч духовный», в знак намерения непрестанно творить Иисусову молитву, даже если непрестанное творение Иисусовой молитвы и не предусмотрено Уставом данного монастыря. Монашеские обеты, такие как послушание, нестяжание, целомудрие, благоприятно способствуют молению непрестанной Иисусовой молитвой.
Обучение Иисусовой молитве новоначального должно, по возможности, проходить под руководством опытного старца, имеющего непре́лестный опыт этой молитвы. Особенно руководство необходимо при обучении умно́му деланию молитвы (именно этот способ описан в Добротолюбии и Рассказах странника: сидение на низком стульчике, особое управление дыханием и прочее).
Однако, имеется способ совершения Иисусовой молитвы, подходящий для всех христиан (не только монахов). Святитель Игнатий Брянчанинов по этому поводу приводит слова известного российского подвижника и аскетического писателя священноинока Дорофея «во всякое время, при всяком деле и на всяком месте». Основа, и практически единственное условие этого метода, — внимание — введение внимания в слова молитвы и удержание его в них. Надо просто слышать слова молитвы, произносимые мыслью или голосом. Некто сказал о невнимательной молитве:
Странно твое желание, чтоб Бог тебя услышал, когда ты сам себя не слышишь!
Святитель Феофан Затворник советует сходить умом (вниманием) из головы в сердце. Эти советы способов обучения молению обращены к тем, кто пользуясь ими, правильно понимает их смысл и назначение. Ведь в «Своде Отеческих уроков» Странник помещает пункт: «Отыщи воображением место сердца под левым сосцем и там установись вниманием», на что святитель Игнатий возражает: «Старающийся привести в движение и разгорячить нижнюю часть сердца приводит в движение силу вожделения…» . Святитель предостерегает, что одни подвижники, не зная этого, начинали хулить молитву Иисусову, другие, принимая производимые такой молитвой страстные ощущения за действие благодати, впадали в душевное сладострастие.
Обязательные условия правильной практики: 1) понимание смысла каждого слова и всей молитвы и цели молитвы; 2) систематичность; 3) уединение — если не физическое, то в смысле погружения в себя; 4) внутреннее умиротворение, спокойствие; 5) призывание Святого Духа, источником которого является Бог Отец; причастие Святаго Духа после вознесения Иисуса Христа осуществляется посредством мистического Тела Христова — Церкви Христовой; 6) умеренная продолжительность — в зависимости от ситуации, но прежде всего до тех пор, пока молитва не вызовет утомление. При умно́м делании Иисусовой молитвы ещё до видения Фаворского света неопалимой купины, явленного Моисею, а затем явленного при преображении Господнем в присутствии Моисея и Ильи Пророка, молящиеся испытывают сильнейший стресс, возрастают потребности организма в кислороде, и из-за недостатка кислорода при прелестном опыте молитвы, при принадлежности к безблагодатным церквам или при болезни и чрезмерной усталости вместо божественного света можно познать зрительные и или слуховые галлюцинации — прелесть, обман и забаву сатанинскую, хотя введенные диаволом в искушение и могут утверждать, что они вопреки Священному Преданию и Священному Писанию якобы слышали голоса, видели лики умерших людей, Богоматери, Святых, даже самой Троицы и т. д.
В практике молитвы есть начало, середина и конец. Святитель Игнатий Брянчанинов вслед за великим Симеоном Новым Богословом разъясняет, что в начале практики целью молитвы может быть только покаяние, и думать о лёгкости, радости и, тем более, видении Фаворского света не следует. Начало практики с середины или с конца, как в «Рассказах странника», представляющих распространённую среди католического монашества точку зрения на молитвенную практику как на «средство включения воображения», тем более неминуемо ведёт к прелести, обману и забаве сатанинской, если в них могут впадать даже прошедшие все ступени последовательно.
Основное условие правильного делания Иисусовой молитвы — не забывать о её цели. Цель любой молитвы христиан — покаяние (испрошение оставления грехов и освобождения из ада), то есть, в личном плане, — перемена, очищение от греха, примирение и, как результат желательный и многими достигнутый — возврат в общение с Богом. Главная молитва — Молитва Господня Отче наш, которой научил верующих сам Иисус Христос. Святитель Игнатий Брянчанинов замечает, что заменять главную Молитву Господню и другие молитвы Иисусовой молитвой (как самой простой и короткой) во всех случаях жизни келейное молитвенное правило разрешало только неграмотным. Умно́е делание Иисусовой молитвы — только с разрешения и под контролем духовного отца, независимо от того, практикует ли постоянную Иисусову молитву и умно́е делание сам духовник для тех, кто уже праведен в делах своих и прошёл начальную ступень практики Иисусовой молитвы, с целью достижения праведности мысли и веры — как деятельное безмолвие (святитель Амвросий Медиоланский), подготовка под руководством Человеколюбивого Бога к борьбе. Иоанн Лествичник:
Бей супостатов именем Иисусовым; ибо нет сильнейшего оружия ни на небе, ни на земле.
(Лествица, Слово 21)
Митрополит Антоний Сурожский подчёркивает, что называя в Иисусовой Молитве Сына и Слово Божие Иисусом Христом этой молитвой православные свидетельствуют своё особое почитание Ветхого Завета (Христос — перевод слова «Мессия», Иисус из Назарета, Иисус Назорей назван Христом (Мессией, Помазанником) потому, что в полной мере имеет те дары Святого Духа, которые согласно Ветхому Завету через помазание получали первосвященники и цари иудейские. Католики и протестанты часто читают просто «Иисус» (перевод — «Господь есть Спасение») и, в частности, его основной заповеди — любви к Господу своему и ближнему своему, проявлением которой является приверженность особой, часто некорректно называемой «протестантской», трудовой этике и при необходимости защите своего народа и земного Отечества так же, как Ветхий завет учит защищать народ и Родину Иисуса Христа и Православие.
Святитель Григорий Палама подчеркнул, что «Бог устроил этот видимый мир (сферу бытия) как некое отображение надмирного мира, чтобы нам, через духовное созерцание надмирного мира, как бы по некоей чудесной лестнице достигнуть оного мира». (Киприан (Керн) Антропология св. Григория Паламы. М,1996, стр. 339). Бог вложил «мир (целостность бытия) в сердце» человека, и смысл умно-сердечной Иисусовой молитвы — средства восстановления Благодати Крещения и осознания получаемого посредством мистического Тела Христова — Церкви — причастия Духа Святаго, — через познание сердца (сферы бытия) умом (сознанием) и затем духовное созерцание надмирного мира — помочь в праведных земных делах и себе, и особенно другим, что нужно, в первую очередь, духовным наставникам мирян. Этой цели могут достичь только те, кто начинали свою практику Иисусовой молитвы с тем, чтобы в результате молитвы покаяться, а не для достижения лёгкости, радости и, тем более, видения энергий Бога.

## Аскетика
Аскетика — связанная с православным богословием научная дисциплина, предметом которой является изучение процесса возрождения падшего человеческого естества в ходе христианского подвижничества, одним из путей которого является путь исихазма. Именование «исихазм» — производное от греческого слова hesychia, означающего внутреннее спокойствие. Исихастом называется тот, кто посвящает себя молчаливой молитве, в православном исихазме освобождённой, насколько возможно, от любых образов, слов и дискурсивных суждений. Причём если Евагрий Понтийский рассуждает о молчаливой молитве как о деятельности ума (сознания), то составленные уже в 80-х годах IV века Макариевы гомилии (составленные, видимо, не духовником Евагрия Макарием Египетским, а другим Макарием, то есть Макарием Александрийским) отстаивают более приближённое к Библии представление о человеческой личности, согласно которому человек есть не только душа, заключенная в темницу тела (как считали древнегреческие философы и как и теперь рассматривают человека восточные учения), но единое целое: душа, дух и тело вместе. Где Евагрий говорит об уме, или интеллекте (по-гречески nous), там Макарий употребляет древнееврейское понятие сердца, которое подразумевает и целостность мира, вложенную Богом в сердце, и всего человека — не только ум, но также волю, эмоции и тело. Молитва становится «сердечной молитвой»: произносится не только губами и не только умом, но спонтанно возносится всецелым человеческим существом — его губами, умом, чувствами, волей и телом. Молитва целиком заполняет сознание человека и уже не требует усилия, но изливается сама собой. Такая сердечная молитва — плод не одних только собственных усилий человека, но дар Божий. Аскетический подвиг — это умное художество, когда человек становится сотворцом Бога в созидании самого себя в целом, — своего ума, воли, эмоций и тела, одним из способов этого созидания может быть путь православного исихазма, включающий в себя постепенную практику Иисусовой молитвы. Исихаст рождает в самом в себе богочеловека по благодати (по энергиям, по имени), подобно тому как Богоматерь родила Единственного во веки веков Богочеловека по сущности (по природе) — Иисуса Христа. В Православии поэтому неопалимая купина — символ и Богоматери, и исихазма, и даже, возможно, практики Иисусовой молитвы в целом.
Несмотря на кажущееся сходство православной практики Иисусовой молитвы с практиками Востока (особенно «жёлтой веры», которая развивалась под влиянием исихастской традиции Церкви Востока) некорректно смешивать совершенно разные традиции, называя исихазм «христианской йогой». Несмотря на кажущееся внешнее сходство, современный исихазм противоположен не только древнегреческой философии, но восточным учениям.

## На разных языках
Греки традиционно молятся на древнегреческом языке, католики традиционно молятся на латыни, славяне, исповедующие православие традиционно молятся по-церковнославянски. Но из этого имеются исключения. Так, в последнее время службы в католических костелах Польши переведены с латинского на польский язык, хотя молитвословы и до этого издавались не на латинском, а на польском языке. С недавнего времени службы в Болгарии переведены на болгарский язык. В православных приходах на Ближнем Востоке употребляется арабский язык. В наши дни в связи с распространением православия число языков, на которых ведется богослужение, значительно увеличилось.